# Чайний посуд

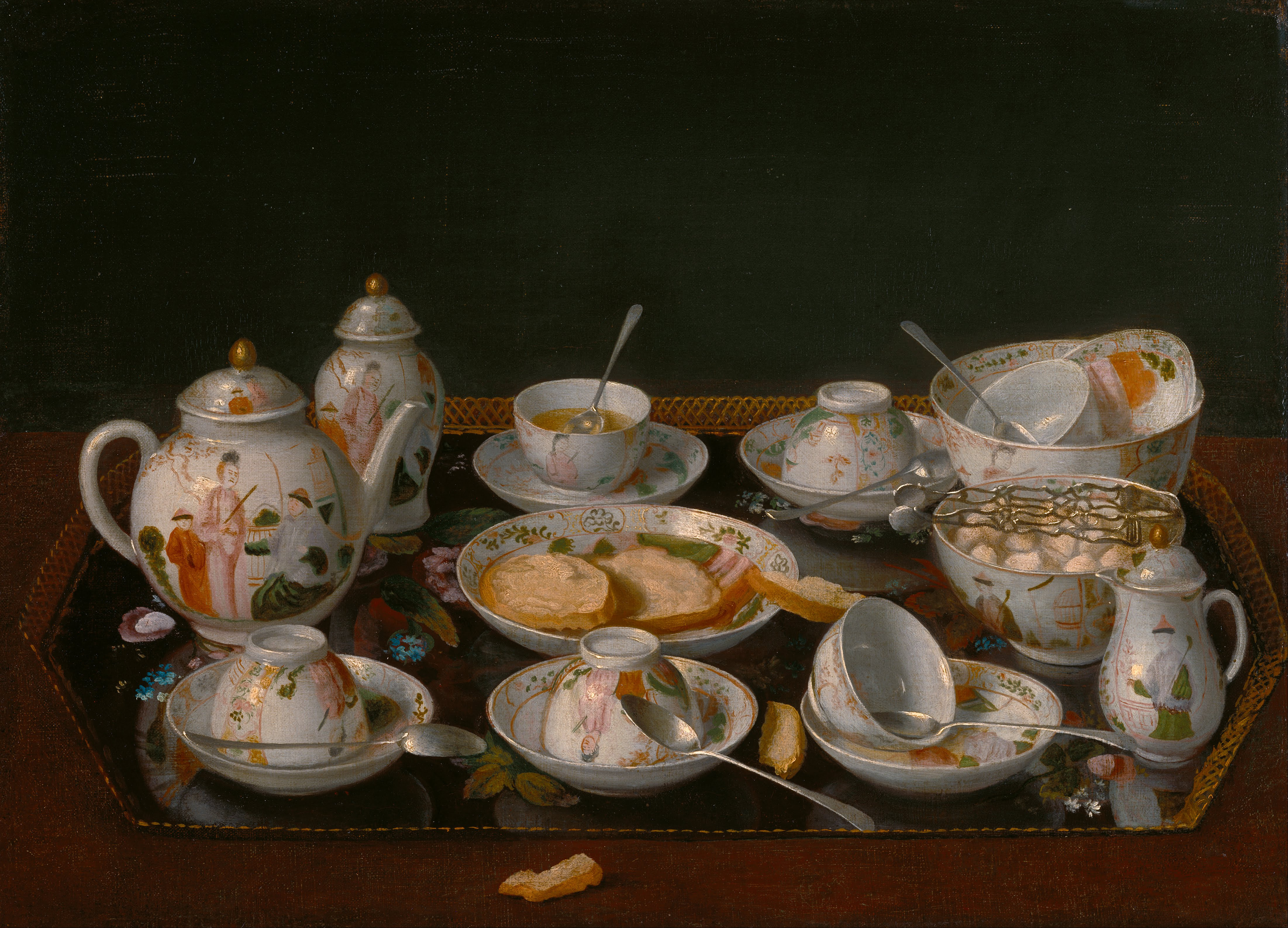
Чайний посуд на натюрморті кінця XVIII ст.

Чайний посуд — посуд для пиття, заварювання та зберігання чаю. Набір чайного посуду, витриманого в єдиному стилі, називається сервізом.

## Еволюція
Предмети чайного посуду змінювалися зі зміною культури споживання чаю.

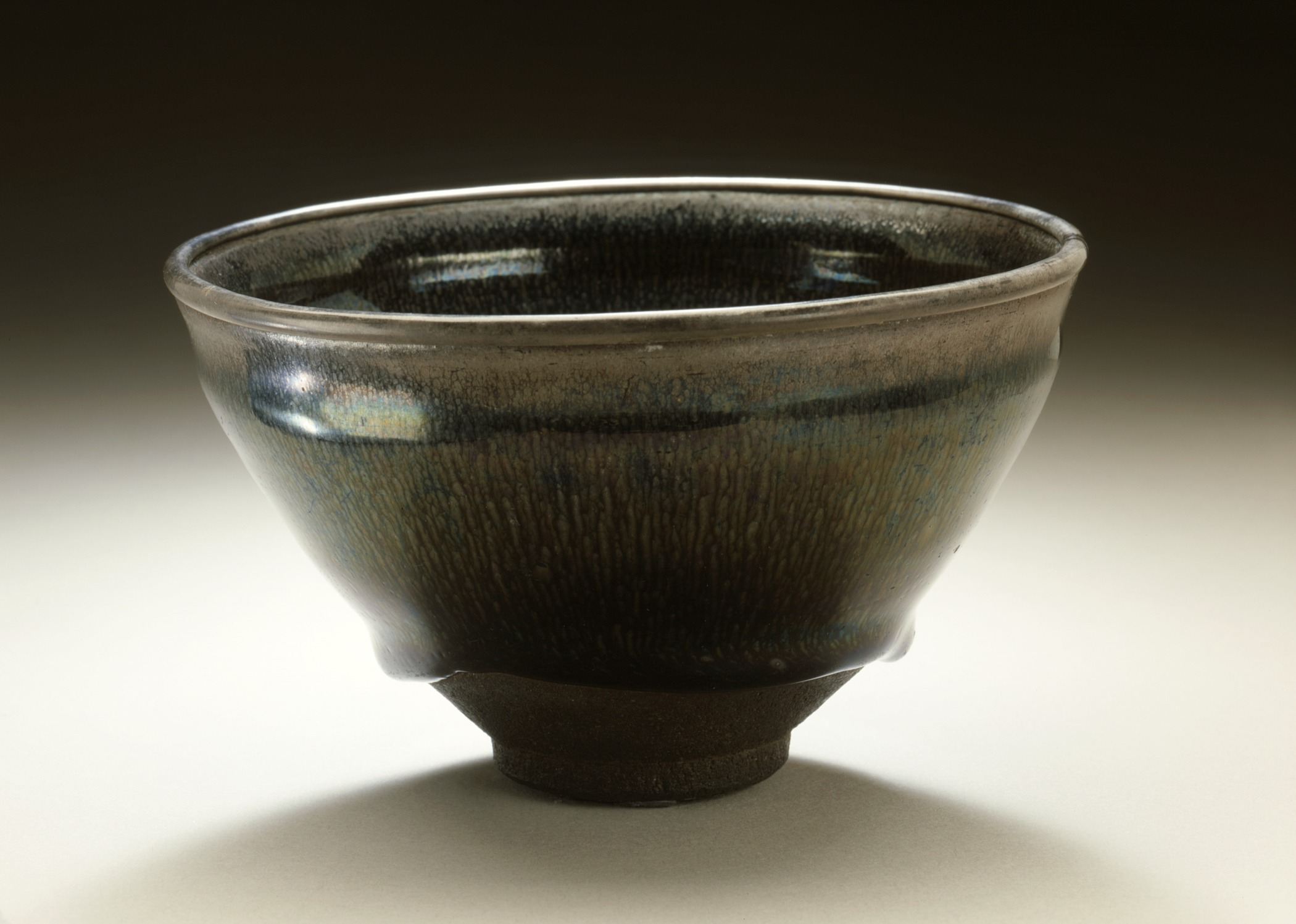
Піала-чаван в стилі теммоку, Китай, XII століття

Терміни початку споживання чаю невідомі (згадуються багато тисячоліття до нашої ери), але чай став дуже популярним у Китаї вже до IV століття до н. е. До VII ст. е. для чаю використовувався той самий посуд, що і для їжі та напоїв, поділ почався за часів династії Тан . У той час чай пресувався в брикети, від брикету відривався шматочок, який потім варився у спеціальному котелку-чайнику. Простий посуд зберігався до часів династії Сун (кордон першого і другого тисячоліть н. е.), коли широкого поширення набув чай у порошкоподібній формі.

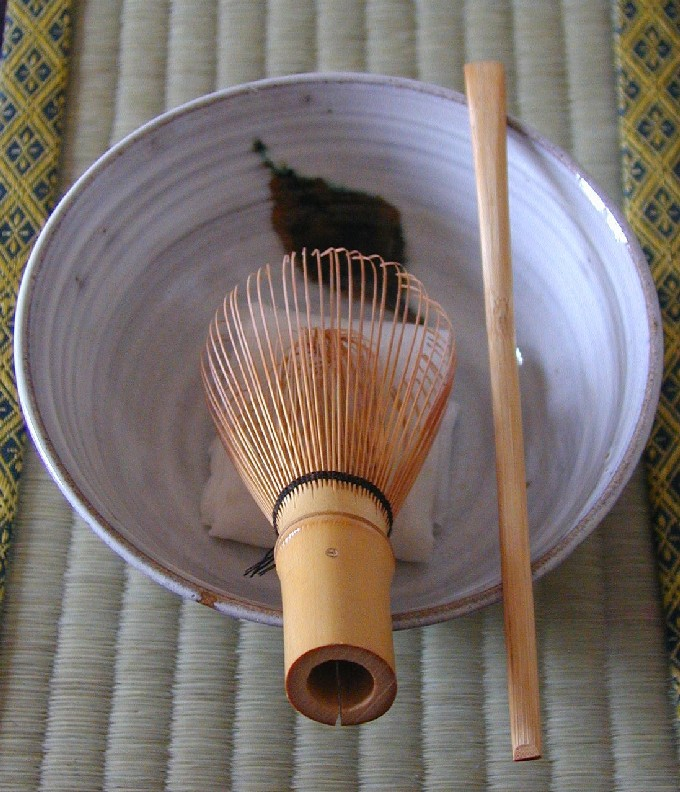
Японські інструменти для збивання чаю

Порошковий чай збивали в чашці (подібно до сучасної японської чайної церемонії), що зажадало широкого асортименту пристосувань. Вже у VIII столітті Лу Юй у книзі «Чайний канон» згадує 25 предметів, необхідних для пиття чаю належним чином. Центральним елементом залишалася піала заввишки 5-7 сантиметрів.
До кінця XV століття популярність набув байхового чаю у формі скрученого листя, який потрібно заварювати в окремому посуді; з'явилися предтечі сучасних заварювальних чайників. Китайські оригінали виглядали майже по-сучасному, але потім японські виробники пересунули ручку на верх чайника, і китайці пізніше наслідували японський приклад.
До XVII століття центром розвитку чайного посуду стала Європа. Англійці віддавали перевагу чорному чаю⁣, а незеленому, популярному в Китаї. Температури, при яких заварюється чорний чай, вище, і щоб не обпалювати рук, англійські майстри додали до піалі ручку, створивши сучасну чайну чашку. Деякі фахівці описують додавання ручки як суто естетичний акт і відзначають, що піали залишалися популярними в Англії до початку XIX століття як автентичніші для східного за походженням напою. Любов жителів Великобританії до додавання молока і цукру (що поширилася в 1720-х роках ) призвела до збільшення розмірів чашок, а також появі нового чайного посуду — цукорниці та молочника. Набори з чайника, цукорниці та молочника, об'єднаних єдиним дизайном, стали популярними за часів Георга III, хоча окремі зразки зрідка зустрічалися і раніше .
На початку XVIII століття набір чайного посуду включав також щипці для цукру, підставку для ложок, посудину для сухого чаю (чайницю), чашу- полоскательку для використаної заварки . На картинах того часу також зустрічається кухоль з кришкою та дерев'яною ручкою, мабуть, призначений для гарячої води; до 1750-х років гарячу воду стали тримати в бульотці .
Порцелянове чайне блюдце було запозичене Європою з Японії, його роль поступово змінювалася: спочатку воно використовувалося не тільки як підставка, але і для пиття з метою більш швидкого охолодження або для змішування зі спиртним; з 1820-х років пиття зі блюдця стало вважатися невитонченим і блюдце набуло ролі платформи для чашки, в цей час на ньому з'явилося поглиблення для центрування дна чашки.
На початку XX століття чергову революцію в чайному посуді здійснили американці: винахід чайного пакетика частково повернув процес заварювання назад у чашки. Порівняно великі розміри пакетиків зажадали подальшого збільшення місткості чашок, які стали витіснятися кружками.